# Buddhizmus Írországban
A buddhizmus Írországban hosszú történettel bír, amelyet több alkalommal formáztak a brit gyarmatosítók, a vitatott határvonalak, a különféle uralkodók és a szórványnépek,  és a vallási háborúk. Az írek különböző módon kerültek kapcsolatba az ázsiai buddhizmussal, amelyekből izgalmas úti beszámolók, rejtélyes mesék, féligazságok és igazságok születtek, mintegy vallási alternatívát nyújtva a hagyományosan keresztény lakosság számára. A buddhizmus története Írországban tizennégy évszázadra nyúlik vissza, egészen a 6-7. századig. Az első személyes kontaktus a 14. században történt, amelynek történetét egy ötszáz éves mese is megőrizte. Az első ír buddhisták a 19. században jelentek meg Dublinban és vidéken, illetve Burmában és Japánban is, a politikai és kulturális válság idején. Az 1871-es népszámlálási adatokban jelentek meg először buddhisták a lakosságban. Az ezt követő évszázadban a buddhizmus más ezoterikus mozgalmakkal való küzdelméből váltak a legfőbb vallás egyik alternatív formájává. Az 1960-as évektől kezdve a buddhizmus Írország harmadik számú világvallásának számít.

## U Dhammaloka
U Dhammaloka (?Laurence Carroll?, ?1856 – ?1913), ír származású migráns munkás és aktivista buddhista szerzetes (Rangunban vált szerzetessé, 1900), aki a délkelet-ázsiai buddhista újjászületési mozgalom idejének egyik vezető alakja volt Burmában, a mai Szingapúr területén, Thaiföldön, és aki szintén aktív tevékenységet folytatott Srí Lankán, Indiában, Kambodzsában, Ausztráliában és Japánban (talán Nepálban és Kínában is), a nyugati hittérítés elleni küzdelem részese volt, amely nyíltan volt gyarmatosítás ellenes, így a Nyugaton az ateista bélyeget kapta. Dhammaloka életének nagy része a mai napig nem világos, nem bizonyos például még a születéskori neve sem. A különféle nevek, amelyeket használt utalhatnak arra, hogy vándorló életmódot folytatott és folyamatos összetűzésben állt a hatóságokkal. Ilyenkor például gyakran használta a William Colvin álnevet. A halála helyét és idejét is homály fedi. Laurence Cox, ír kutató igyekszik felkutatni a rendelkezésre álló anyagokból Dhammaloka pontos történetét, illetve rajta keresztül a korai nyugati buddhisták ázsiai tevékenységét.

## Richard Moore
1972-ben az északír zavargások idején, iskolából hazafelé menet, a tízéves Richard Moore-t súlyosan megsebesítette egy gumilövedék, amelynek következtében elvesztette látását. Ezt követően Richard Moore azzal vált híressé, hogy azonnal megbocsátott az ellene erőszakot elkövető brit katonának, Charles Innes-nek. Moore a következőképpen fogalmaz ezzel kapcsolatban:
|  | „Soha nem éreztem haragot vagy keserűséget azzal kapcsolatban, ami történt... Senkire nem lett volna hatással, csupán saját magamra... Az életben sok minden segített feledtetni, hogy ilyen traumatikus módon veszítettem el a látásomat. Nagyon jó a család és a közösség, amelyben felnőttem, és a szegénység és az akkori nehézségek ellenére mindig hozhattam döntéseket és voltak lehetőségeim.” |
|  | |

Richard-ban később tudatosult, hogy vannak fiatalok, akiknek ugyan megvan a látásuk, nem kapnak olyan támogatás a közösségüktől mint annak idején ő kapott. Ez a felismerés segítette ahhoz, hogy 1996-ban megalapítsa a Gyermekek Kereszttűzben (Children In Crossfire) segélyszervezetet. Természetesen, kezdetben a munkájuk jelentős része az észak-írországi békefolyamatokban való részvétel jelentette.
Richard legelőször 2000-ben találkozott a 14. dalai lámával, amikor a tibeti vezető a békefolyamatok segítése érdekében ellátogatott Derry-be . Nagyon mély barátság szövődött köztük és a tibeti láma a segélyszervezet patrónusává vált. Moore számára a dalai láma megbocsátásról és együttérzésről szóló üzenete kifejezi a saját érzéseit. A dalai láma számára Moore igazi hős, míg ő „csupán beszél az együttérzésről és a bölcsességről, addig Moore a való életben mutatta be ezeket az emberi értékeket.”
2006-ban elutazott Skóciába, hogy találkozzon az egykori katonával, aki meglőtte őt. Olyan jól sikerült a találkozó, hogy azóta Richard Moore és Charles Innes barátokká váltak. Innes elfogadja, hogy Moore ártatlan áldozat volt. Ennek elfogadása fontos volt Moore számára. Ezzel egy időben, Moore megértette, hogy Innes a tettei miatt egész életében magával cipelte a bűn terhét. Moore többször is találkozott Innes-szel és családjával, és rendszeresen szoktak beszélni.
2011. április 14-én több mint 3000 ember vett részt a Limerick Egyetem rendezvényén, ahol Richard Moore és a 14. dalai láma beszéltek a megbocsátásról. Az esemény Richard Moore segélyszervezetének rendezvénye volt.